# Martin Hruška
Martin Hruška (11 maggio 1981) è un calciatore ceco, centrocampista del FC ViOn Zlaté Moravce.